# Ignacio Gallo
Pour les articles homonymes, voir Gallo (homonymie).
Ignacio Gallo, né le 28 mai 1887 à Valladolid et mort en 1956, est un sculpteur espagnol.

## Biographie
Ignacio Gallo Ros est né en mai 1887 à Valladolid et a été baptisé le 8 juin dans l'église paroissiale de San Andrés. Ses parents étaient Melquiades Gallo de San Millán de Juarros et Josefa Ros de Manresa. En 1902 et 1903, Gallo a suivi les cours supérieurs d'une école d'art. En tant que sculpteur, il reçut un prix de deuxième classe et, l'année suivante, une distinction spéciale de la municipalité et de la province. Ses professeurs étaient les sculpteurs Ángel Díaz et Luciano Sánchez Santarén.
En 1906, il fréquente l'Académie royale des Beaux-Arts Saint-Ferdinand à Madrid, où il est l'élève de Antonio Muñoz Degrain et Alejo Vera, au moins en 1906 et 1907. En novembre 1907, dans le cadre d'un hommage au poète Emilio Ferrari, une représentation de son drame scénique La justicia del acaso a eu lieu au théâtre Calderón de la Barca de Valladolid, au cours de laquelle un buste réalisé par Gallo et portant l'inscription Valladolid a Ferrari a été placé sur un socle sur la scène. Le 16 janvier 1908, Gallo a offert ce buste au conseil municipal de Valladolid, en lui demandant de l'aider financièrement dans ses études de sculpture à l'étranger. Le conseil lui accorda une prime de cinq cents pesetas.
En 1910, il participa avec le sculpteur Tomás Arguello à un concours pour lequel la municipalité avait offert une bourse d'études à l'étranger. Tous deux se partagèrent le prix, le jury ayant estimé que leurs deux bustes de la reine de Castille et Léon, Marie de Molina (1284-1295), étaient d'égale valeur. En 1912, il exposa pour la première fois au Salon de Paris avec son œuvre Apóstol. La même année, il participa également à une exposition régionale à Valladolid, où il présenta cinq œuvres : Hacia la vida (premier prix), Cabeza de estudio, Marie de Molina, un buste du peintre Eduardo García Benito et un portrait d'un violoniste de Valladolid, Julián Jiménez.
À Paris, entre 1910 et 1935, il se consacre à la création de nombreuses sculptures de style Art déco avec des motifs tels que des baigneuses, des danseuses, des nus et des déesses païennes, qu'il fait souvent exécuter dans la fonderie de Marcel Guillemar. Dans cette ville, il s'est joint à un petit groupe d'amis de Valladolid, dont faisaient partie le violoniste Julián Jiménez, le peintre Eduardo García Benito et le sculpteur Mariano Alonso Izquierdo.
En 1942, il réalise un bas-relief pour le hall de la salle Pleyel en l'honneur de la danseuse de flamenco Antonia Mercé, intitulée La Argentina,. Le 16 janvier 1956, des journaux parisiens mentionnent Ignacio Gallo comme sculpteur d'une médaille commémorative représentant le profil de l'auteur Miguel de Cervantes à l'occasion d'une exposition internationale de peinture célébrant le 350e anniversaire de la publication de son roman Don Quichotte à Paris. On perd ensuite la trace du sculpteur, la date de sa mort n'est pas connue, la littérature suppose que Paris est le lieu de son décès.

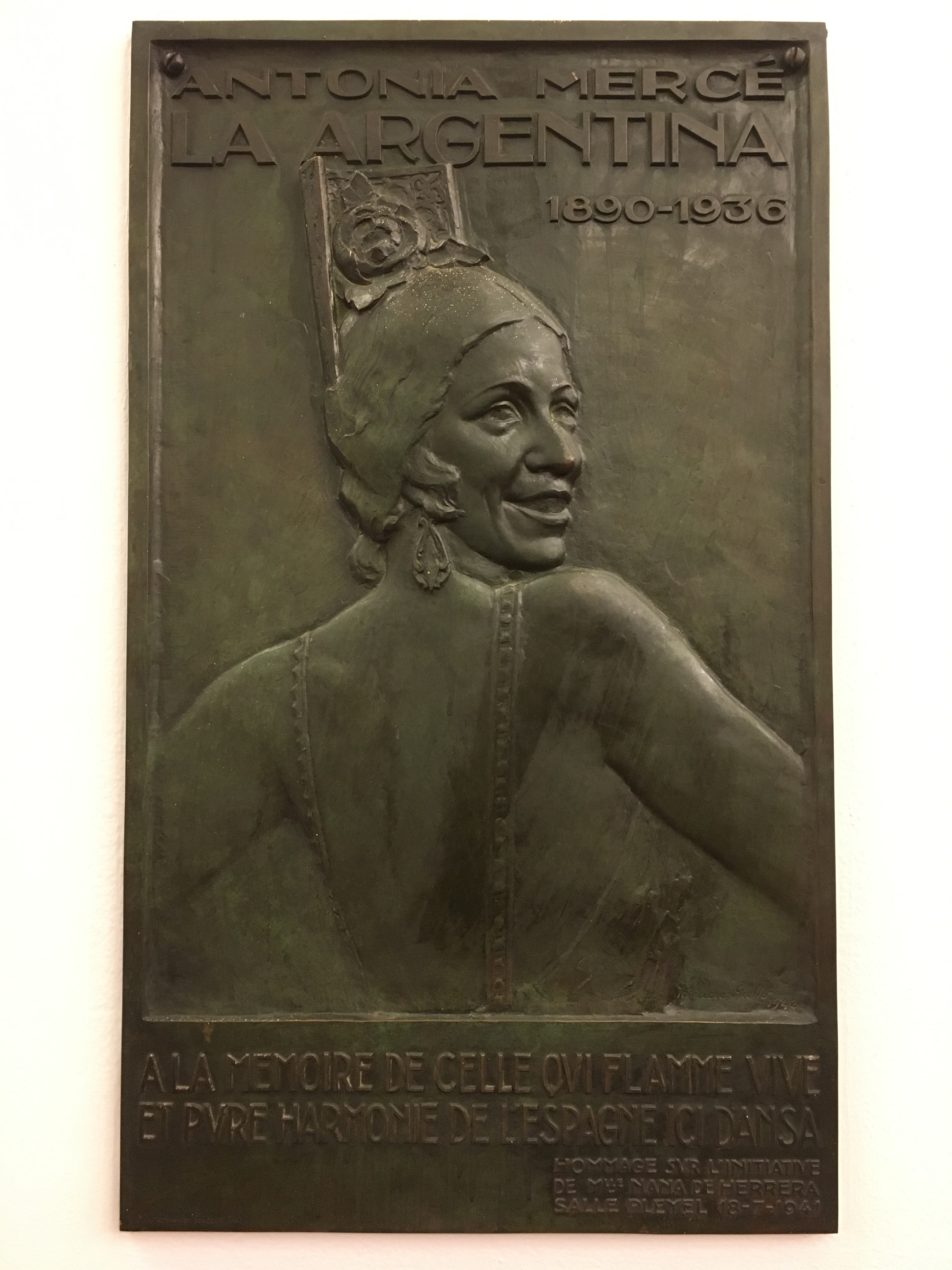
La Argentina, salle Pleyel (1942).

## Exposition
- Salon des indépendants[3].